# Amerikaanse cinema

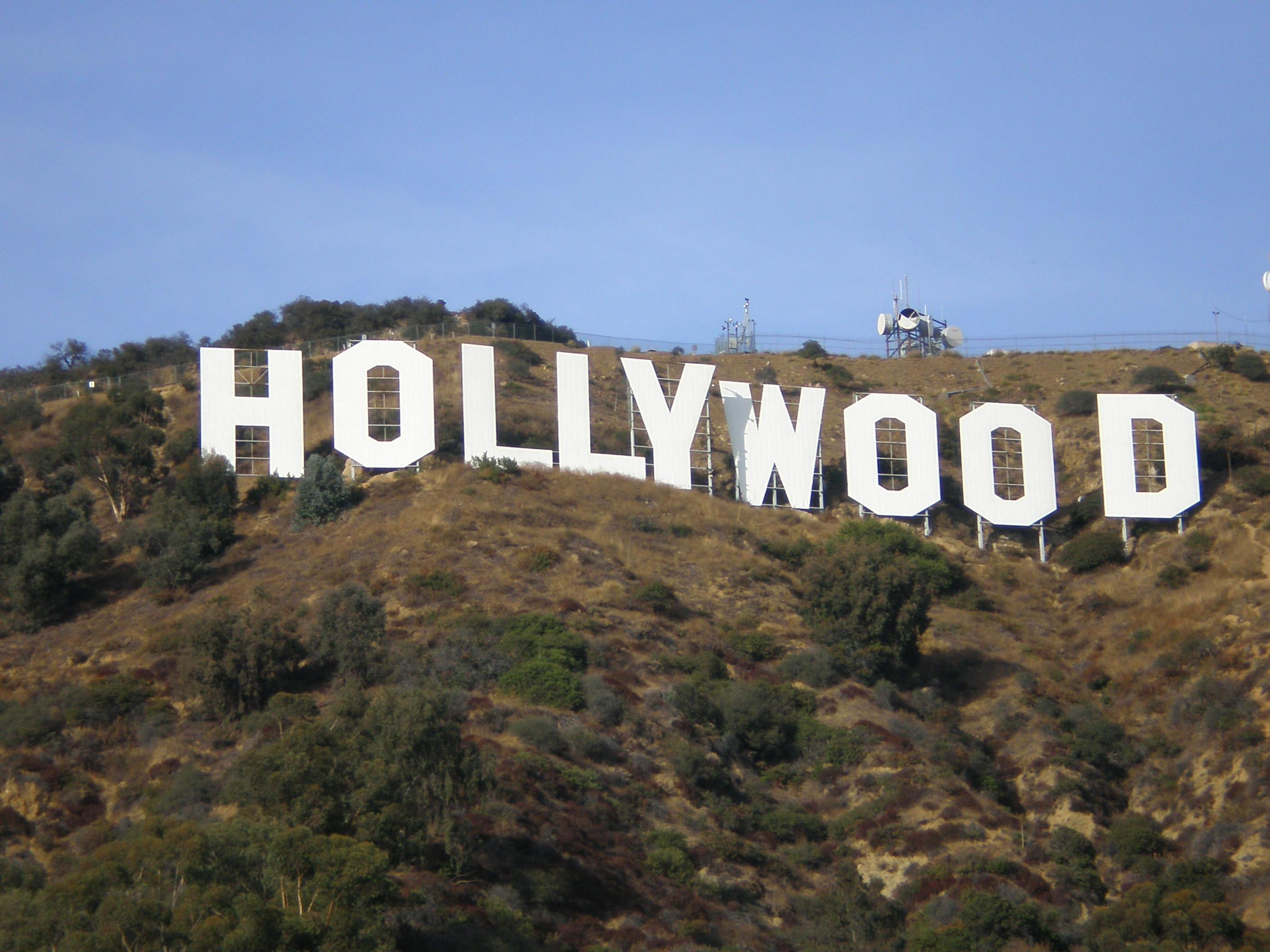
Hollywood Sign

De Amerikaanse film (vaak metonymisch aangeduid met Hollywood) heeft sinds het begin van de twintigste eeuw een groot effect op de ontwikkeling van de film in de rest van de wereld gehad. De Amerikaanse filmgeschiedenis beslaat vier grote perioden: het stommefilmtijdperk, de klassieke Hollywoodfilm, Nieuw Hollywood en de hedendaagse periode (na 1980).
In 1878 liet Eadweard Muybridge de kracht van fotografie zien door beweging te vangen in een foto. In 1894 werd in New York met gebruikmaking van Thomas Edisons kinetoscoop 's werelds eerste commerciële filmtentoonstelling gehouden. Het jaar daarop vond in New York de eerste commerciële filmvertoning plaats en de Amerikanen waren de pioniers in de ontwikkeling van de geluidsfilm in de volgende decennia.
Aanvankelijk was de Amerikaanse filmindustrie gevestigd in New York, maar omdat de belichtingstechnieken nog beperkt waren en er daarom veel gebruikgemaakt moest worden van daglicht werd naar een zuidelijkere locatie gezocht. Halverwege de jaren twintig was Picture City in Florida de beoogde locatie, maar het idee werd als gevolg van de verwoestende orkaan van 1928 losgelaten. Uiteindelijk werd gekozen voor het Californische Hollywood.
Regisseur D.W. Griffith speelde een centrale rol in de ontwikkeling van beeldtechnieken, en Citizen Kane (1941) van Orson Welles wordt vaak door recensenten genoemd als de beste film aller tijden. Amerikaanse filmacteurs als John Wayne en Marilyn Monroe zijn iconen geworden, terwijl de producent en ondernemer Walt Disney een leidende rol had op het gebied van tekenfilms en merchandising. De grote filmstudio's van Hollywood zijn de primaire leverancier van 's werelds commercieel succesvolste films, zoals Star Wars (1977) en Titanic (1997), en de producten uit Hollywood domineren de wereldwijde filmindustrie.